# 巴基斯坦气象部
 巴基斯坦气象部（缩写PMD，又译巴基斯坦气象局），是隶属于巴基斯坦政府的一个独立机关，负责巴基斯坦全国的预警报发布、防灾减灾和气象信息服务工作。在气象业务之外，该部同时负责巴基斯坦的水文监测、空间气象预报、天文观测、气候监测、航空工程和可再生能源研究工作。
巴基斯坦气象部的总部设在伊斯兰堡，并在全国各省都设立了分支机构。

## 历史

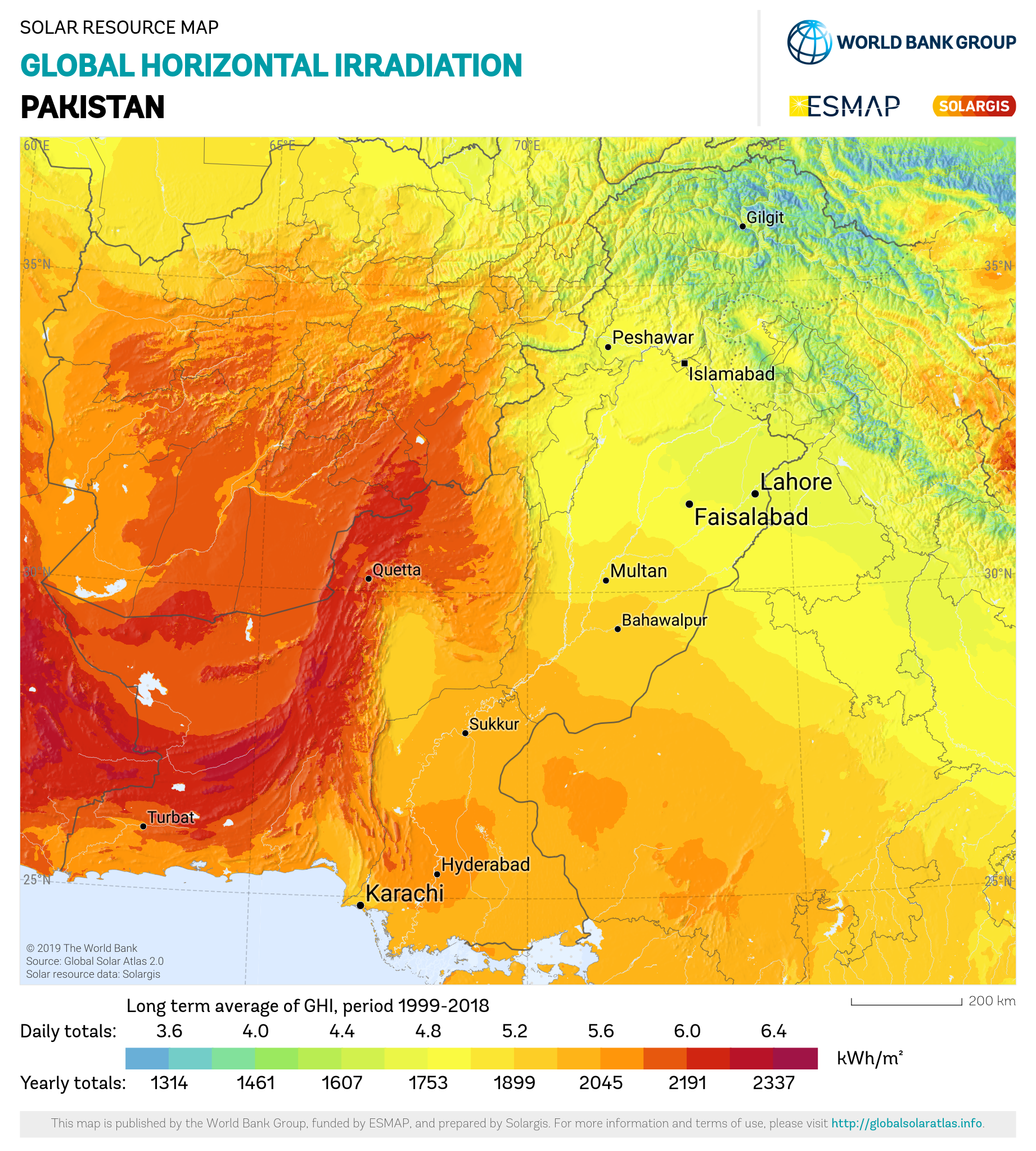
巴基斯坦气象部所制作的示意图，显示2012年夏季高温天气的影响情况。

1947年，巴基斯坦独立后，巴基斯坦气象部旋即成立，并接管了原英属印度中央气象组织的15个气象站。1948年，巴基斯坦气象部开始在巴基斯坦平面媒体上刊载基本的天气预报信息。1950年代，巴基斯坦气象部开始成为巴基斯坦领先的科研机构之一。在空间科学和大气科学领域取得成果的同时，该部还开始向巴基斯坦国防部和环境部提供航空和水文气象信息。1960年代，巴基斯坦气象部的职能遭到分拆。其海洋水文服务改由新设的巴基斯坦海军水文部负责。而1961年巴基斯坦政府组建的巴基斯坦空间科学委员会，则使得一些著名科学家离开了气象部。不过此后巴基斯坦气象部还协助开展了由空间科学委员会主导的地磁场监测项目。
巴基斯坦气象部自成立以来，就成为了引导政府环境和空间科学政策的政府性科学机构之一。1965年，巴基斯坦的第一条电视天气预报在巴基斯坦电视公司播出。1974年以来，巴基斯坦气象部开始收集巴基斯坦的地震活动数据，从而为巴基斯坦的水库等建筑物的防灾抗震设计提供支持。巴基斯坦气象部的洪水预报系统也为其他政府部门的决策提供了帮助。

## 业务

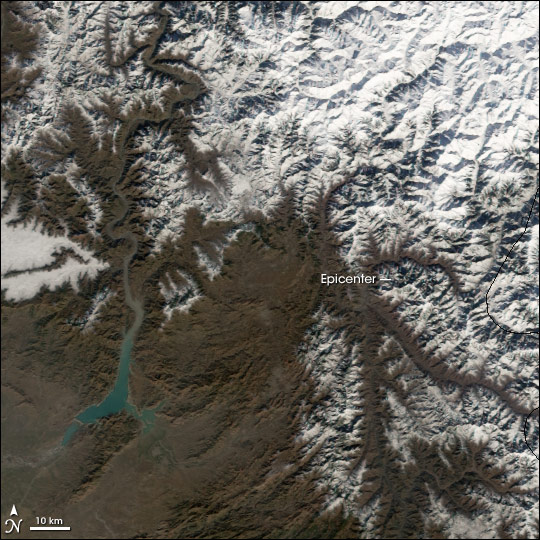
巴基斯坦气象部的卫星云图，图中是2007年袭击巴基斯坦的一次寒潮天气过程。

自1947年创立以来，巴基斯坦气象部就建立了自己的气象观测网络。截至2017年，巴基斯坦共有111个气象台、航空气象台或天文台，组成了全国性的气象观测网络，其中以伊斯兰堡附近地区最为密集，台站数量达47个。
由于历史原因，巴基斯坦大部分区域气象观测设施缺乏，个别气象观测站点处于停运状态。这些地区可正常运行的观测站点主要集中在巴基斯坦空军和陆军航空兵驻防的地区。
在国际合作方面，巴基斯坦气象部与中国保持了密切的合作关系。中国政府曾向巴基斯坦赠送了气象业务系统和设备，并协助巴基斯坦在伊斯兰堡和卡拉奇建设两个CMACast卫星接收台站。中国政府还积极帮助巴基斯坦培养气象专业人才，并向巴基斯坦援助了地震监测台网。

## 机构
巴基斯坦气象部实行部长负责制，现任气象部部长是古拉姆·拉塞尔博士。巴基斯坦气象部还下辖下列机构：

| - 首席行政办公室（CAO） - 气象与地球物理研究所（IMG），位于卡拉奇 - 热带气旋警报中心（TCWC），位于卡拉奇 - 国家地震监测和海啸预警中心（NSMC），位于伊斯兰堡 - 国家地震监测中心备份站（NSMC），位于卡拉奇 - 技术维护局，位于卡拉奇 - 预报和气候局（F&C），位于卡拉奇 - 气候数据处理中心（CDPC），位于卡拉奇 - 遥感监测中心，位于伊斯兰堡 - 干旱与环境监测预警中心，位于伊斯兰堡 - 洪涝灾害预报局（FFD），位于拉合尔 - 地球物理中心，位于奎达 - 研究和发展局（R&D），位于伊斯兰堡 - 国家气象预报中心（NWFC），位于伊斯兰堡 - 中央分析中心（MAC），位于卡拉奇 | - 卡拉奇气象站 - 拉合尔气象站 - 白沙瓦气象站 - 奎达气象站 - 吉尔吉特气象站 - 卡拉奇真纳国际机场气象局 - 费萨拉巴德国际机场气象局 - 伊斯兰堡国际机场气象局 - 拉合尔阿拉马·伊克巴勒国际机场气象局 - 白沙瓦巴查·汗国际机场气象局 - 奎达国际机场气象局 |